# Helictotrichon burmanicum
Helictotrichon burmanicum är en gräsart som beskrevs av Norman Loftus Bor. Helictotrichon burmanicum ingår i släktet Helictotrichon och familjen gräs. Inga underarter finns listade i Catalogue of Life.